# Gao
Gao (pronunciado Gou) es una ciudad de Malí situada a orillas del río Níger. Se ubica al noreste del país y es capital de la región homónima. Su población es de aproximadamente de 86 633 habitantes. La composición de esta población es heterogénea, pudiendo hallarse tuaregs, songhais, bellas, árabes, peuls y europeos (aunque en baja proporción). La principal lengua autóctona es el koyraboro senni.
En el pasado esta ciudad funcionó como un importante paso de caravanas y centro neurálgico para el comercio transahariano, lo que provocó que la dotaran de monumentos que han sido considerados por la Unesco como Patrimonio de la Humanidad, tal como la tumba de los Askias. Durante un breve período del año 2012 la ciudad fue conquistada por milicias rebeldes y convertida en capital política del Estado independiente de Azawad, cuya declaración de independencia no fue reconocida por la comunidad internacional.

## Geografía
Su barrio céntrico y punto de encuentro para la realización de actividades comunitarias se llama Sosso-Koïra. Este barrio y otros sitios de la ciudad están separados de los barrios nuevos (Château, 8e quartier) por extensas explanadas.
En la ciudad se encuentra un puerto fluvial que ha funcionado durante años como nudo de comunicaciones para toda la región, y que bordea un mercado de desarrollo creciente (que ha cambiado tres veces de lugar en el mismo periodo, siempre a la vera del río). En el presente se están desarrollando nuevas carreteras que conecten a la ciudad con un puente cuya construcción ya se ha iniciado.

## Historia

### Ciudad de los Askias
Gao es conocida como la ciudad de los Askias, emperadores de uno de los imperios más importantes de la historia de África, que sucedieron al gran Soni Ali Ber como jefes del Imperio songhai. La ciudad de Gao fue la capital política y militar de un imperio que durante más de tres siglos dominó las tierras que iban desde las costas de la actual Ghana (en el golfo de Guinea) hasta las de Mauritania. Hoy en día, Gao es una ciudad de encuentros, de mezclas y de extremos también, pero es ante todo una ciudad donde el ser humano se desarrolla con el ambiente propio de una ciudad en el desierto propiciada por la presencia del río Níger.

### Rebeliones tuareg e islamista
En el contexto de la Rebelión Tuareg de 2012 (principalmente, el Movimiento Nacional para la Liberación del Azawad o MNLA), estos lograron vencer a las fuerzas armadas de Malí y avanzar sus posiciones, logrando capturar Gao el 31 de marzo tras una dura lucha. La captura de la ciudad fue especialmente significativa no solo por tratarse de un importante enclave y capital de la región homónima, sino por la existencia de una base y un arsenal militar. Al día siguiente cayó Tombuctú, otra importante ciudad del norte del país, lo que reforzó la posición de los rebeldes tuaregs. Algunos testigos y miembros de ONG denunciaron numerosos saqueos, robos y violencia en la ciudad tras su toma por los rebeldes.
El 6 de abril el MNLA realizó una declaración pública en que proclamaba la independencia del Estado Independiente de Azawad. Gao fue declarada capital del nuevo estado aunque la comunidad internacional, al rechazar cualquier reconocimiento al nuevo estado, sigue reconociendo Gao como parte de Malí. Sin embargo, unos meses después las milicias islamistas se hicieron con el control del territorio y expulsaron a las fuerzas tuareg, lo que supuso la desaparición de Azawad.

## Las mezquitas de Gao

### Patrones regionales
Las mezquitas de la curva del Níger y de la estepa presahariana forman un grupo correspondiente al extremo norte del Sahel, en contacto directo con el desierto. La fachada principal de las mezquitas del Recodo del Níger es lisa, sin elementos verticales, y son raras las terrazas con merlones. En la fachada exterior, el mihrab forma un saliente bajo terminado en punta cónica, pero no está rematado por una torre. En el interior de la mezquita, los pilares son macizos, no hay arcadas y hay pocas decoraciones murales. Sólo el alminar destaca entre estos edificios más bien bajos. En resumen, este grupo de mezquitas se encuentra principalmente en el norte de Malí y Níger y es prerrogativa de las poblaciones songhay y tuareg. Se caracteriza por un alminar, una torre mihrab cónica baja y saliente, la rareza de contrafuertes y almenas, y soportes macizos en la sala de oración, como en las mezquitas de Sankore y Sidi Yahya en Tombuctú y Tendirma en Malí.

### Las mezquitas de Gao
Antaño centro del Imperio Songhay y bullicioso centro comercial, Gao cuenta con un rico patrimonio histórico en sus tres asentamientos urbanos: Gao Saney, Gao la Vieja y Gao. Las excavaciones realizadas en Gao Saney, el asentamiento más antiguo al este de la ciudad moderna, reveló un cementerio real decorado con epitafios y lápidas que datan de 1104. La antigua Gao, construida entre los siglos VIII y X, coexistió con Gao Saney y formó parte integrante del tejido urbano de la ciudad.
En la antigua Gao, las excavaciones. descubrieron dos edificios monumentales que datan de principios del siglo X. Una de estas estructuras, que se cree que es una mezquita, tiene unas dimensiones que indican su importancia dentro de la comunidad. Las dimensiones de la mezquita son aproximadamente [insertar dimensiones aquí] e incluyen elementos arquitectónicos característicos de la época. Es probable que esta mezquita desempeñara un papel central en la vida religiosa y cultural de la antigua Gao, sirviendo como lugar de culto y reunión de la comunidad.
Además, la ausencia de un nicho mihrab en esta mezquita sugiere su posible uso por parte de las primeras comunidades musulmanas, posiblemente ismailíes o ibadíes, lo que refleja el diverso panorama religioso de la región en aquella época. Fechada entre finales del siglo XII y el XIV, la mezquita es una de las más antiguas excavadas en África Occidental hasta la fecha, lo que aporta valiosos datos sobre la difusión temprana del Islam en la región.
Además, la mezquita tumba de Askia Muhammad, construida entre 1493 y 1538, muestra elementos arquitectónicos únicos y amplias dimensiones. Con una superficie de unos 2500 m², esta gran estructura constaba de siete naves paralelas al muro de la qibla, con arcadas que descansaban sobre anchos pilares. El patio de la mezquita, que era más grande que la sala cubierta, tenía un minarete que se elevaba 12 metros en el centro. Este característico minarete, decorado con torón, era similar al de la mezquita de Ibn Tulun en El Cairo, lo que pone de manifiesto las influencias arquitectónicas que dieron forma a las mezquitas de Gao durante este periodo.

## Ciudades hermanadas
Gao se encuentra hermanada con las ciudades de:
- Thionville
- Berkeley